# 青衣碼頭

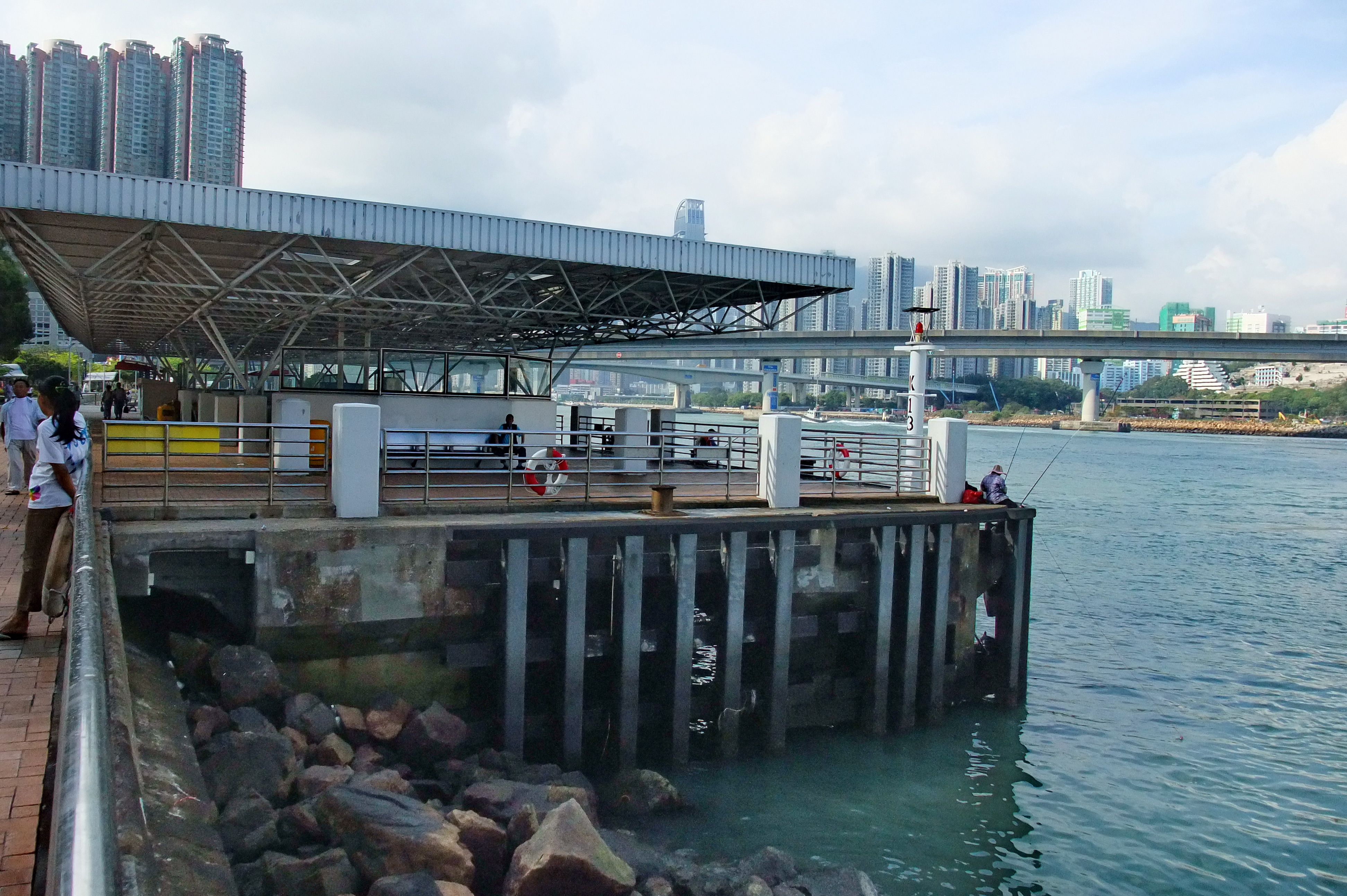
青衣碼頭的南面

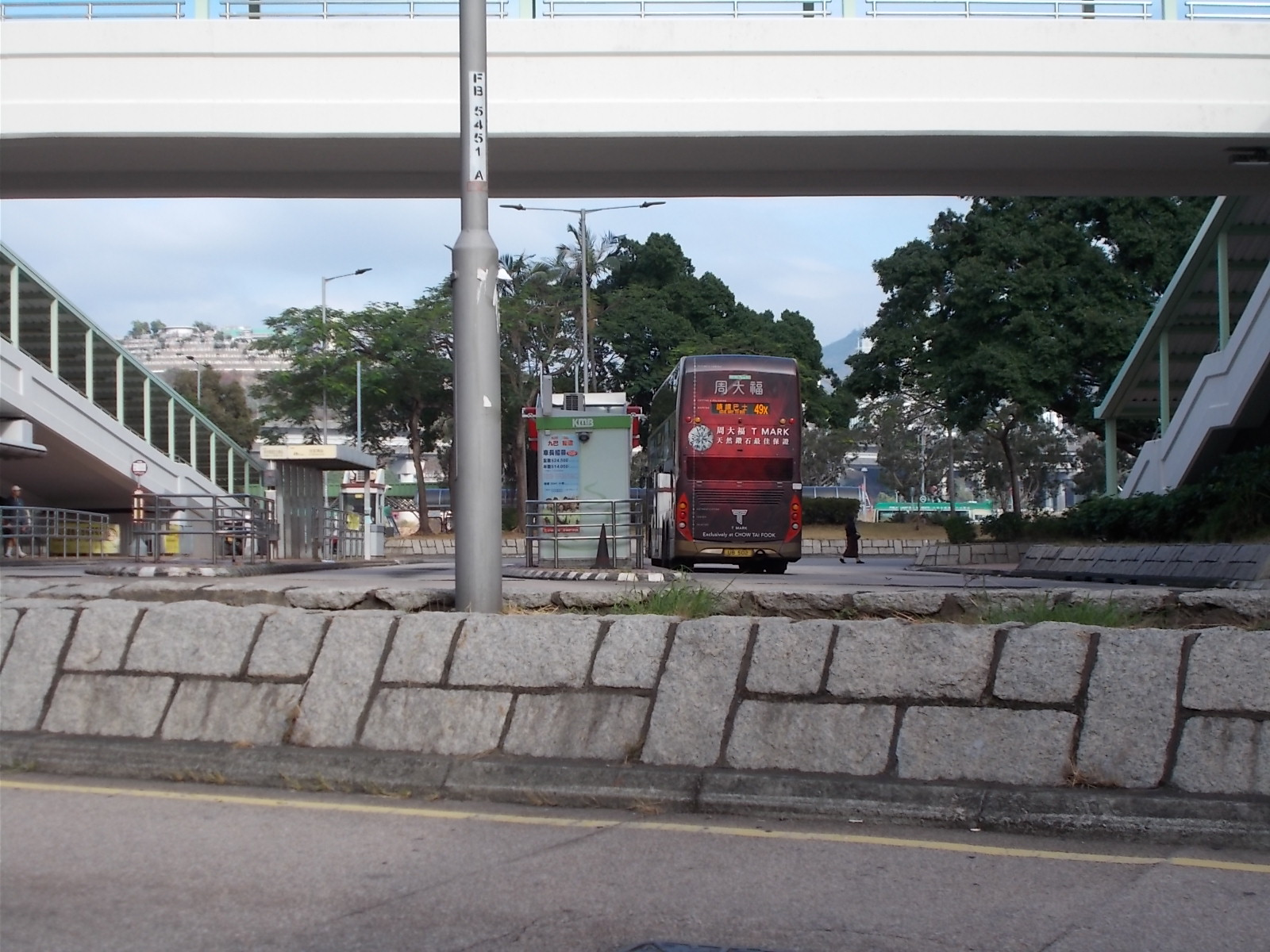
青衣碼頭巴士總站

青衣碼頭（英語：Tsing Yi Pier，原稱青衣渡輪碼頭，現稱青衣公眾碼頭），是香港的一個公眾碼頭。以往同時作渡輪碼頭往返青衣及荃灣、港島使用，後因香港地鐵東涌綫於1998年通車令使用量減少而轉為公眾碼頭。

## 位置
青衣碼頭位於新界青衣東部青衣灣近青嶺嘴海旁，面對藍巴勒海峽。這個碼頭取代了昔日青衣墟因填海工程又遭沒埋的舊碼頭。昔日的青衣碼頭位於現時保良局世德小學及青衣綜合大樓近青敬路與青綠街一帶。青衣碼頭過去有往返荃灣及往返中環的客輪服務，隨著島上的陸路交通得到大幅改善以及香港地鐵東涌綫於1998年通車，這些航線亦相繼停航。當時青衣島第一條對外行走的巴士路線是來往荔枝角（橋底）及青衣墟〔青衣大街〕的44號線（青衣總站位於現今的天主教聖多默宗徒堂附近，即青衣邨總站對面）。現時碼頭用作小型船隻泊岸上落客的公眾碼頭及公眾的休憩空間。

## 鄰近建築物
- 翠怡花園
- 海欣花園
- 海悅花園
- 宏福花園